# Campeonato Paulista
Campeonato Paulista de Futebol Profissional da Primeira Divisão - Série A1, cunoscută mai simplu ca Campeonato Paulista, este competiția fotbalistică de ligă superioară din statul brazilian São Paulo. Competiția are loc între ianuarie-aprilie și în evoluează 20 de cluburi. Istoria competiției a fost marcată și de patru mari cluburi rivale: São Paulo, Palmeiras, Santos și Corinthians. "Paulistão", cum este denumit popular turneul, este și cea mai veche ligă de fotbal din Brazilia, fiind fondată în anul 1902.

## Câștigătoare
| Sezon      | Campioană                     | Vicecampioană                  | Golgheter                                               | Echipa                                                 | Goluri |
| ---------- | ----------------------------- | ------------------------------ | ------------------------------------------------------- | ------------------------------------------------------ | ------ |
| 1902 LPF   | São Paulo A.C. (1)            | Paulistano                     | Charles Miller                                          | São Paulo A.C.                                         | 10     |
| 1903 LPF   | São Paulo A.C. (2)            | Paulistano                     | Álvaro și Boyes                                         | Paulistano și São Paulo A.C.                           | 4      |
| 1904 LPF   | São Paulo A.C. (3)            | Paulistano                     | Charles Miller                                          | São Paulo A.C.                                         | 9      |
| 1905 LPF   | Paulistano (1)                | Germânia                       | Hermann Friese                                          | Germânia                                               | 14     |
| 1906 LPF   | Germânia (1)                  | Internacional (SP)             | Fuller                                                  | Germânia                                               | 4      |
| 1907 LPF   | Internacional (SP) (1)        | Americano și Paulistano        | Léo                                                     | Internacional (SP)                                     | 8      |
| 1908 LPF   | Paulistano (2)                | Germânia                       | Peres                                                   | Paulistano                                             | 6      |
| 1909 LPF   | A.A. das Palmeiras (1)        | Paulistano                     | Bibi                                                    | Paulistano                                             | 9      |
| 1910 LPF   | A.A. das Palmeiras (2)        | Americano                      | Boyes, Eurico, Rubens Sales                             | São Paulo A.C., A.A. das Palmeiras, Paulistano         | 10     |
| 1911 LPF   | São Paulo A.C. (4)            | Americano                      | Décio                                                   | Americano                                              | 7      |
| 1912 LPF   | Americano (1)                 | Paulistano                     | Arthur Friedenreich                                     | Mackenzie                                              |        |
| 1913 APEA  | Paulistano (3)                | Mackenzie                      | José Pedro, Luiz Alves, Renato, Whatley, Luiz, Mesquita | first 4 from Mackenzie, A.A. das Palmeiras, Paulistano | 3      |
| 1913 LPF   | Americano (2)                 | Ypiranga                       | Décio                                                   | Americano                                              | 7      |
| 1914 APEA  | São Bento (1)                 | Paulistano                     | Arthur Friedenreich                                     | Paulistano                                             | 12     |
| 1914 LPF   | Corinthians (1)               | Campos Elísios                 | Neco                                                    | Corinthians                                            | 12     |
| 1915 APEA  | A.A. das Palmeiras (3)        | Mackenzie                      | Nazaré                                                  | A.A. das Palmeiras                                     | 13     |
| 1915 LPF   | Corinthians (2)               | São Paulo A.C.                 | Facchini                                                | A.A. Campos Elíseos                                    | 17     |
| 1916 LPF   | Germânia (2)                  | A.A. Campos Elíseos            | Aparicio                                                | Corinthians                                            | 7      |
| 1916 APEA  | Paulistano (4)                | São Bento                      | Mariano                                                 | Paulistano                                             | 8      |
| 1917 APEA  | Paulistano (5)                | Palestra Italia                | Arthur Friedenreich                                     | Ypiranga                                               | 15     |
| 1918 APEA  | Paulistano (6)                | Corinthians                    | Arthur Friedenreich                                     | Paulistano                                             | 25     |
| 1919 APEA  | Paulistano (7)                | Palestra Italia                | Arthur Friedenreich                                     | Ypiranga                                               | 26     |
| 1920 APEA  | Palestra Italia (1)           | Paulistano                     | Neco                                                    | Corinthians                                            | 24     |
| 1921 APEA  | Paulistano (8)                | Corinthians și Palestra Italia | Arthur Friedenreich                                     | Paulistano                                             | 33     |
| 1922 APEA  | Corinthians (3)               | Palestra Italia                | Gambarotta                                              | Corinthians                                            | 19     |
| 1923 APEA  | Corinthians (4)               | Palestra Italia                | Feitiço                                                 | São Bento                                              | 18     |
| 1924 APEA  | Corinthians (5)               | Paulistano                     | Feitiço                                                 | São Bento                                              | 14     |
| 1925 APEA  | São Bento (2)                 | Corinthians și Paulistano      | Feitiço                                                 | São Bento                                              | 10     |
| 1926 LAF   | Paulistano (9)                | Germânia                       | Filó                                                    | Paulistano                                             | 16     |
| 1926 APEA  | Palestra Italia(2)            | Auto                           | Heitor                                                  | Palestra Italia                                        | 18     |
| 1927 LAF   | Paulistano (10)               | Espanha                        | Arthur Friedenreich                                     | Paulistano                                             | 13     |
| 1927 APEA  | Palestra Italia (3)           | Santos                         | Araken                                                  | Santos                                                 | 31     |
| 1928 LAF   | Internacional (SP) (2)        | Paulistano                     | /                                                       | /                                                      |        |
| 1928 APEA  | Corinthians (6)               | Santos                         | Heitor                                                  | Palestra Italia                                        | 16     |
| 1929 LAF   | Paulistano (11)               | Internacional (SP)             | Arthur Friedenreich                                     | Paulistano                                             | 16     |
| 1929 APEA  | Corinthians (7)               | Santos                         | Feitiço                                                 | Santos                                                 | 12     |
| 1930 APEA  | Corinthians (8)               | São Paulo da Floresta          | Feitiço                                                 | Santos                                                 | 37     |
| 1931 APEA  | São Paulo (1)                 | Palestra Italia și Santos      | Feitiço                                                 | Santos                                                 | 39     |
| 1932 APEA  | Palestra Italia (4)           | São Paulo da Floresta          | Romeu                                                   | Palestra Italia                                        | 18     |
| 1933 APEA  | Palestra Italia (5)           | São Paulo da Floresta          | Valdemar de Brito                                       | São Paulo da Floresta                                  | 21     |
| 1934 APEA  | Palestra Italia (6)           | São Paulo da Floresta          | Romeu                                                   | Palestra Italia                                        | 13     |
| 1935 APEA  | Portuguesa (1)                | Ypiranga                       | Figueiredo                                              | Ypiranga                                               | 19     |
| 1935 LPF   | Santos (1)                    | Palestra Italia                | Teleco                                                  | Corinthians                                            | 9      |
| 1936 APEA  | Portuguesa (2)                | Ypiranga                       | Carioca                                                 | Portuguesa                                             | 18     |
| 1936 LPF   | Palestra Italia (7)           | Corinthians                    | Teleco                                                  | Corinthians                                            | 28     |
| 1937 LPF   | Corinthians (9)               | Palestra Italia                | Teleco                                                  | Corinthians                                            | 15     |
| 1938 LFESP | Corinthians (10)              | São Paulo                      | Eliseu                                                  | São Paulo                                              | 13     |
| 1939 LFESP | Corinthians (11)              | Palestra Italia                | Teleco                                                  | Corinthians                                            | 32     |
| 1940 LFESP | Palestra Italia (8)           | Portuguesa                     | Peixe                                                   | Ypiranga                                               | 21     |
| 1941       | Corinthians (12)              | São Paulo                      | Teleco                                                  | Corinthians                                            | 26     |
| 1942       | Palmeiras (9)                 | Corinthians                    | Milani                                                  | Corinthians                                            | 24     |
| 1943       | São Paulo (2)                 | Corinthians                    | Hércules                                                | Corinthians                                            | 19     |
| 1944       | Palmeiras (10)                | São Paulo                      | Luizinho                                                | São Paulo                                              | 22     |
| 1945       | São Paulo (3)                 | Corinthians                    | Passarinho și Servilio                                  | SPR (Nacional) și Corinthians                          | 17     |
| 1946       | São Paulo (4)                 | Corinthians                    | Servilio                                                | Corinthians                                            | 19     |
| 1947       | Palmeiras (11)                | Corinthians                    | Servilio                                                | Corinthians                                            | 19     |
| 1948       | São Paulo (5)                 | Santos                         | Cilas                                                   | Ypiranga                                               | 19     |
| 1949       | São Paulo (6)                 | Palmeiras                      | Friaça                                                  | São Paulo                                              | 24     |
| 1950       | Palmeiras (12)                | São Paulo și Santos            | Pinga                                                   | Portuguesa                                             | 22     |
| 1951       | Corinthians (13)              | Palmeiras                      | Carbone                                                 | Corinthians                                            | 30     |
| 1952       | Corinthians (14)              | São Paulo                      | Baltazar                                                | Corinthians                                            | 27     |
| 1953       | São Paulo (7)                 | Palmeiras                      | Humberto                                                | Palmeiras                                              | 22     |
| 1954       | Corinthians (15)              | Palmeiras                      | Humberto                                                | Palmeiras                                              | 36     |
| 1955       | Santos (2)                    | Corinthians                    | Del Vecchio                                             | Santos                                                 | 23     |
| 1956       | Santos (3)                    | São Paulo                      | Zezinho                                                 | São Paulo                                              | 16     |
| 1957       | São Paulo (8)                 | Santos                         | Pelé                                                    | Santos                                                 | 17     |
| 1958       | Santos (4)                    | São Paulo                      | Pelé                                                    | Santos                                                 | 58     |
| 1959       | Palmeiras (13)                | Santos                         | Pelé                                                    | Santos                                                 | 44     |
| 1960       | Santos (5)                    | Portuguesa                     | Pelé                                                    | Santos                                                 | 34     |
| 1961       | Santos (6)                    | Palmeiras                      | Pelé                                                    | Santos                                                 | 47     |
| 1962       | Santos (7)                    | São Paulo și Corinthians       | Pelé                                                    | Santos                                                 | 37     |
| 1963       | Palmeiras (14)                | São Paulo                      | Pelé                                                    | Santos                                                 | 22     |
| 1964       | Santos (8)                    | Palmeiras                      | Pelé                                                    | Santos                                                 | 34     |
| 1965       | Santos (9)                    | Palmeiras                      | Pelé                                                    | Santos                                                 | 49     |
| 1966       | Palmeiras (15)                | Corinthians                    | Toninho Guerreiro                                       | Santos                                                 | 27     |
| 1967       | Santos (10)                   | São Paulo                      | Flávio                                                  | Corinthians                                            | 21     |
| 1968       | Santos (11)                   | Corinthians                    | Téia                                                    | Ferroviária                                            | 20     |
| 1969       | Santos (12)                   | Palmeiras                      | Pelé                                                    | Santos                                                 | 26     |
| 1970       | São Paulo (9)                 | Palmeiras și Ponte Preta       | Toninho Guerreiro                                       | São Paulo                                              | 13     |
| 1971       | São Paulo (10)                | Palmeiras                      | César                                                   | Palmeiras                                              | 18     |
| 1972       | Palmeiras (16)                | São Paulo                      | Toninho Guerreiro                                       | São Paulo                                              | 17     |
| 1973       | Santos (13) și Portuguesa (3) | Palmeiras                      | Pelé                                                    | Santos                                                 | 11     |
| 1974       | Palmeiras (17)                | Corinthians                    | Geraldão                                                | Botafogo (SP)                                          | 23     |
| 1975       | São Paulo (11)                | Portugesa                      | Serginho Chulapa                                        | São Paulo                                              | 22     |
| 1976       | Palmeiras (18)                | XV de Piracicaba               | Sócrates                                                | Botafogo (SP)                                          | 15     |
| 1977       | Corinthians (16)              | Ponte Preta                    | Serginho Chulapa                                        | São Paulo                                              | 32     |
| 1978       | Santos (14)                   | São Paulo                      | Juari                                                   | Santos                                                 | 29     |
| 1979       | Corinthians (17)              | Ponte Preta                    | Luis Fernando                                           | América (SP)                                           | 27     |
| 1980       | São Paulo (12)                | Santos                         | Edmar                                                   | Taubaté                                                | 17     |
| 1981       | São Paulo (13)                | Ponte Preta                    | Jorge Mendonça                                          | Guarani                                                | 38     |
| 1982       | Corinthians (18)              | São Paulo                      | Walter Casagrande                                       | Corinthians                                            | 28     |
| 1983       | Corinthians (19)              | São Paulo                      | Serginho Chulapa                                        | Santos                                                 | 22     |
| 1984       | Santos (15)                   | Corinthians                    | Chiquinho și Serginho Chulapa                           | Botafogo (SP) și Santos                                | 16     |
| 1985       | São Paulo (14)                | Portuguesa                     | Careca                                                  | São Paulo                                              | 23     |
| 1986       | Internacional de Limeira (1)  | Palmeiras                      | Kita                                                    | Internacional de Limeira                               | 23     |
| 1987       | São Paulo (15)                | Corinthians                    | Edmar                                                   | Corinthians                                            | 19     |
| 1988       | Corinthians (20)              | Guarani                        | Evair                                                   | Guarani                                                | 19     |
| 1989       | São Paulo (16)                | São José                       | Toni și Toquinho                                        | São José și Portuguesa                                 | 13     |
| 1990       | Bragantino (1)                | Novorizontino                  | Alberto, Rubem, Volnei                                  | Ituano, Guarani, Ferroviária                           | 12     |
| 1991       | São Paulo (17)                | Corinthians                    | Raí                                                     | São Paulo                                              | 20     |
| 1992       | São Paulo (18)                | Palmeiras                      | Válber                                                  | Mogi Mirim                                             | 17     |
| 1993       | Palmeiras (19)                | Corinthians                    | Viola                                                   | Corinthians                                            | 20     |
| 1994       | Palmeiras (20)                | São Paulo și Corinthians       | Evair                                                   | Palmeiras                                              | 23     |
| 1995       | Corinthians (21)              | Palmeiras                      | Bentinho și Paulinho                                    | São Paulo și Portuguesa                                | 20     |
| 1996       | Palmeiras (21)                | São Paulo                      | Giovanni                                                | Santos                                                 | 24     |
| 1997       | Corinthians (22)              | São Paulo                      | Dodô                                                    | São Paulo                                              | 19     |
| 1998       | São Paulo (19)                | Corinthians                    | França                                                  | São Paulo                                              | 12     |
| 1999       | Corinthians (23)              | Palmeiras                      | Alex                                                    | Mogi Mirim                                             | 12     |
| 2000       | São Paulo (20)                | Santos                         | França                                                  | São Paulo                                              | 18     |
| 2001       | Corinthians (24)              | Botafogo (SP)                  | Washington                                              | Ponte Preta                                            | 16     |
| 2002       | Ituano (1)                    | União São João                 | Alex Alves                                              | Juventus                                               | 17     |
| 2003       | Corinthians (25)              | São Paulo                      | Luís Fabiano                                            | São Paulo                                              | 8      |
| 2004       | São Caetano (1)               | Paulista                       | Vágner Love                                             | Palmeiras                                              | 12     |
| 2005       | São Paulo (21)                | Corinthians                    | Finazzi                                                 | América (SP)                                           | 17     |
| 2006       | Santos (16)                   | São Paulo                      | Nilmar                                                  | Corinthians                                            | 18     |
| 2007       | Santos (17)                   | São Caetano                    | Somália                                                 | São Caetano                                            | 13     |
| 2008       | Palmeiras (22)                | Ponte Preta                    | Alex Mineiro                                            | Palmeiras                                              | 15     |
| 2009       | Corinthians (26)              | Santos                         | Pedrão                                                  | Grêmio Barueri                                         | 15     |
| 2010       | Santos (18)                   | Santo André                    | Ricardo Bueno                                           | Oeste                                                  | 16     |
| 2011       | Santos (19)                   | Corinthians                    | Elano și Liédson                                        | Santos și Corinthians                                  | 11     |
| 2012       | Santos (20)                   | Guarani                        | Neymar                                                  | Santos                                                 | 20     |
| 2013       | Corinthians (27)              | Santos                         | William                                                 | Ponte Preta                                            | 13     |
| 2014       | Ituano (2)                    | Santos                         | Alan Kardec                                             | Palmeiras                                              | 9      |

- LPF — Liga Paulista de Foot-Ball (Paulista Football League)
- APEA — Associação Paulista de Esportes Atléticos (Paulista Association of Athletic Sports)
- LAF — Liga Amadores de Futebol (Amateur Football League)
- LFESP — Liga de Futebol do Estado de São Paulo (São Paulo State Football League)
- All editions starting in 1941 organized by the FPF — Federação Paulista de Futebol (Paulista Football Federation)

## Titluri după club
| Club                                                  | Titluri | Locul 2 | Anii câștigători |
| ----------------------------------------------------- | ------- | ------- | --- |
| Corinthians                                           | 27      | 21      | 1914, 1916, 1922, 1923, 1924, 1928, 1929, 1930, 1937, 1938, 1939, 1941, 1951, 1952, 1954, 1977, 1979, 1982, 1983, 1988, 1995, 1997, 1999, 2001, 2003, 2009, 2013 |
| Palmeiras (cunoscută ca Palestra Italia până în 1942) | 22      | 23      | 1920, 1926, 1927, 1932, 1933, 1934, 1936, 1940, 1942, 1944, 1947, 1950, 1959, 1963, 1966, 1972, 1974, 1976, 1993, 1994, 1996, 2008                               |
| São Paulo                                             | 21      | 16      | 1931, 1943, 1945, 1946, 1948, 1949, 1953, 1957, 1970, 1971, 1975, 1980, 1981, 1985, 1987, 1989, 1991, 1992, 1998, 2000, 2005                                     |
| Santos                                                | 20      | 11      | 1935, 1955, 1956, 1958, 1960, 1961, 1962, 1964, 1965, 1967, 1968, 1969, 1973, 1978, 1984, 2006, 2007, 2010, 2011, 2012                                           |
| Paulistano                                            | 11      | 10      | 1905, 1908, 1913, 1916, 1917, 1918, 1919, 1921, 1926, 1927, 1929                                                                                                 |
| São Paulo Athletic Club                               | 4       | 1       | 1902, 1903, 1904, 1911 |
| Portuguesa                                            | 3       | 4       | 1935, 1936, 1973 |
| A.A. das Palmeiras                                    | 3       | 0       | 1909, 1910, 1915 |
| Americano                                             | 2       | 3       | 1912, 1913 |
| Germânia                                              | 2       | 3       | 1906, 1916 |
| Internacional (SP)                                    | 2       | 2       | 1907, 1928 |
| São Bento                                             | 2       | 0       | 1914, 1925 |
| Ituano                                                | 2       | 0       | 2002, 2014 |
| São Caetano                                           | 1       | 1       | 2004 |
| Internacional de Limeira                              | 1       | 0       | 1986 |
| Bragantino                                            | 1       | 0       | 1990 |